# 土村
土村（つちむら）は千葉県の北西部、東葛飾郡に属していた村。

## 地理
- 河川：大津川

## 歴史
増尾，藤心，逆井，名戸ケ谷，今谷新田，小金上町新田（現在の今谷上町），酒井根，中新宿，塚崎新田村の合併により成立した。

### 沿革
この地方は、葛飾郡ののち東葛飾郡に属した。
- 1873年（明治6年） - 大区小区制施行の際、塚崎新田は第14大区1小区に、その他の村々は第12大区5小区に編入された。
- 1878年（明治11年） - 郡区町村編制法施行の際、以下の村連合を組成する。
  - 逆井村・藤心村連合
  - 名戸ヶ谷村・増尾村連合
  - 小金上町新田・今谷新田外4村連合
  - 根木内村・酒井根村・中新宿村連合
  - 塚崎新田・南相馬郡高柳村外5村連合
- 1884年（明治17年） - 戸長役場所轄区域更定の際、後の土村村域は、一括して同一戸長役場の所轄地域となる。
当地区は、学区は2区に分かれていた（増尾、藤心、逆井、名戸ヶ谷、酒井根、中新宿の諸村は向小金新田とともに1学区、その他の諸村は名都借村外10村とともに1学区）が、同一戸長役場の所轄に属している上、各村いずれも概ね農業を生業とし、生活状態は同じで、かつ水利施設も関係諸村限りで共同の関係にある等、合併には適当な状態だった。
- 1889年（明治22年）4月1日 - 町村制施行により、土村が成立。
- 1923年（大正12年）12月27日 - 北総鉄道船橋線（現在の東武野田線）増尾駅が開業。
- 1931年（昭和6年） - 総武鉄道逆井停留所（現在の東武野田線逆井駅）が開業。
- 1949年（昭和24年） - 逆井停留所が逆井駅に昇格。

- 1954年（昭和29年）3月 - 千葉県町村合併計画が策定され、柏町、小金町、田中村および土村の合併が企図され、富勢村は村内事情から当分合併を保留することとなった。
- 1954年（昭和29年）5月25日 - 4町村で町村合併協議会が設置される。
土村で地域を接する一部地区では、松戸市への合併を希望する者が少なくない状態であった。
- 1954年（昭和29年）7月 - 村議会で4町村を合併し、東葛市を設置する件を議決する。
- 1954年（昭和29年）9月1日 - 東葛飾郡柏町、田中村および小金町と合併し東葛市を新設する。

## 経済
農業
『大日本篤農家名鑑』によれば土村の篤農家は、「平川平太郎、横尾福太郎、中山鐡蔵、横尾惣五郎、関口儀助、田中久五郎」などである。

## 交通

### 鉄道路線
- 東武野田線
  - - 増尾駅 - 逆井駅 -

## 名所・旧跡
- 増尾城

## 出身・ゆかりのある人物
- 小川富蔵（政治家）[3] - 柏市議会議員。

1920年7月、土村増尾生まれ。1971年に初当選以来4期16年を務めた。市議会副議長の要職についた。1987年6月20日、交通事故で亡くなった。
- 小川達夫（政治家） - 柏市議会議員。柏南部地区野球連盟会長。小川富蔵の二男。
- 横尾喜三郎（農業）[4]
- 横尾惣五郎（農業）[4]